# Yakuza
Yakuza (やくざ hay ヤクザ), còn được biết đến với tên gọi gokudō (極道 (cực đạo)), là thành viên của các tổ chức tội phạm truyền thống ở Nhật Bản. Ngày nay Yakuza là một trong những tổ chức tội phạm lớn nhất thế giới. Các Yakuza thường có đặc điểm để nhận biết, đó là hình xăm Irezumi (hình xăm truyền thống của Nhật Bản).

## Nguồn gốc ra đời và lịch sử phát triển

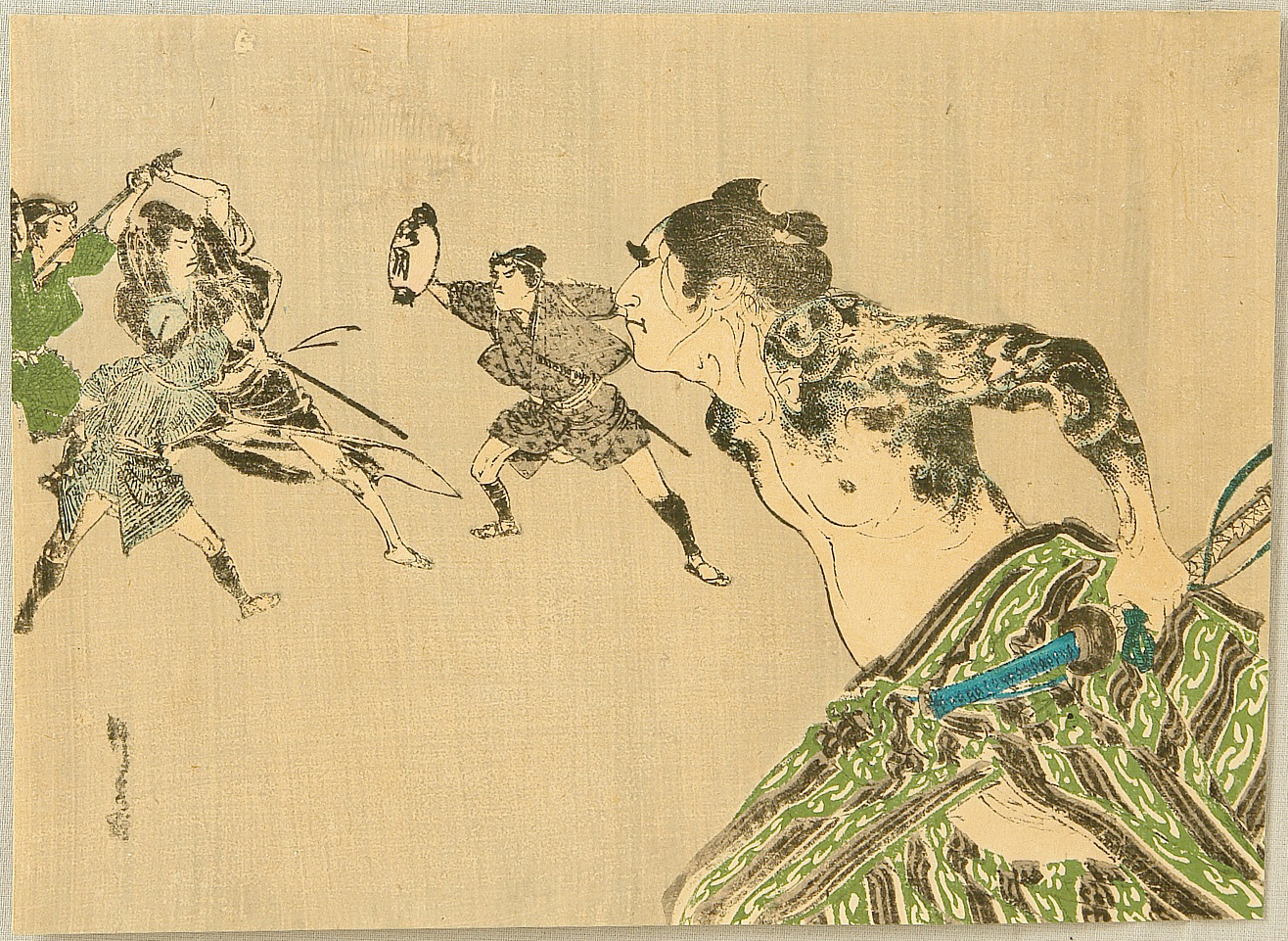
Một yakuza với hình xăm rồng đang chạy đến để giúp đồng đội của mình, người đang chống lại cảnh sát.

### Thành viên và luật lệ

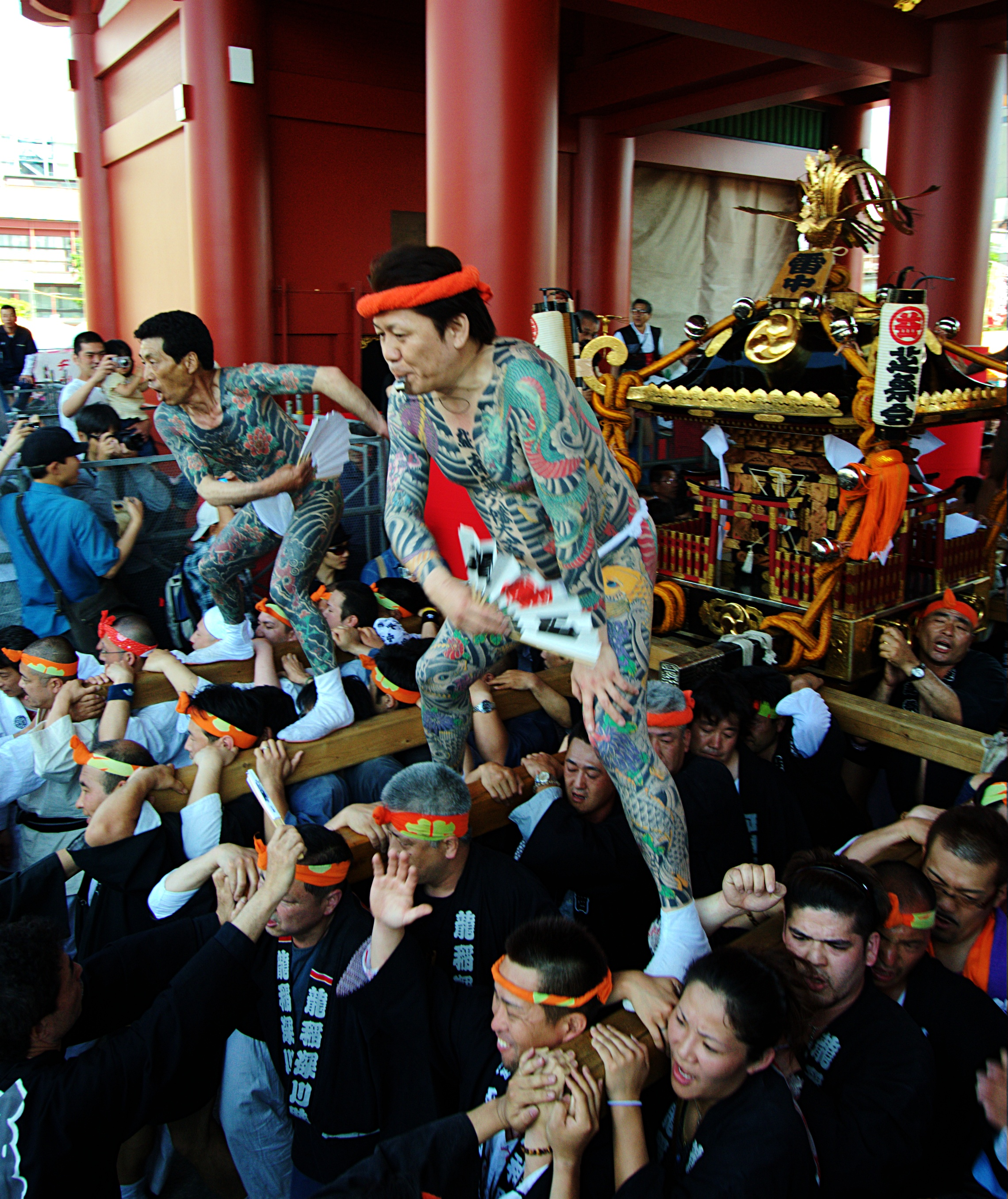
Thành viên Yakuza với các hình xăm trong lễ hội Sanja Matsuri, tại đền thờ Yakuza trong khu Asakusa ở Tokyo